# Britney: Live in Concert
Il Britney: Live in Concert, ribattezzato nel 2018 Piece of Me Tour o Piece of Me Exclusive Limited Tour per le due leg nordamericane ed europee, è il settimo tour mondiale della cantautrice statunitense Britney Spears.

Con questa serie di concerti la Spears tornò in Giappone dopo 16 anni dal Dream Within a Dream Tour, e per la prima volta si esibì in altri paesi, tra i quali Israele e le Filippine. La tournée si è svolta sei anni dopo il Femme Fatale Tour del 2011.
Lo spettacolo e la scaletta rispecchiano sostanzialmente il residency show che la Spears ha tenuto a Las Vegas, il Britney: Piece of Me.
Il 22 dicembre 2017, con la conclusione della residency a Las Vegas Britney: Piece of Me, Britney ha annunciato la sua partecipazione allo Smukfest festival a Skanderborg in Danimarca l'8 agosto 2018, dove riproporrà lo stesso spettacolo intrapreso in Asia, come prolungamento del Piece of Me Show. Il 23 gennaio 2018 ha annunciato 25 nuove date tra Nord America, Europa e Regno Unito. A causa di una forte richiesta il 9 febbraio 2018 la popstar ha aggiunto 5 nuove tappe, 3 in Inghilterra e 2 a Parigi.
Il tour ha avuto un buon successo a livello di vendite, infatti è incluso alla 30° posizione nella "Top 100 Worldwide Tours of 2018" stilata da "Pollstar" con un incasso di 54.3 milioni di dollari.
Il tour è stato candidato ai People’s Choice Awards come “Tour dell’anno”.

## Sviluppo
Nel settembre 2016 Britney Spears si esibì all'Apple Music Festival di Londra, interpretando una versione più corta del suo residency show Britney: Piece of Me. Si trattava di un'esibizione di prova per esportare lo spettacolo oltre i confini di Las Vegas. L'esibizione risvegliò l'attenzione nei confronti di un possibile tour mondiale.
Nel febbraio 2017, in un'intervista per il Las Vegas Sun, Larry Rudolph, il manager di Britney Spears, rivelò la possibilità di concerti in Europa e in Asia. Britney Spears aveva espresso giorni prima il desiderio di intraprendere una tournée per portare il suo residency show e aveva aggiunto che la pubblicazione di Glory avrebbe portato delle novità. Il 28 marzo 2017 Britney Spears confermò il Britney: Live in Concert sul suo account Twitter. Il tour iniziò nell'estate 2017 a Tokyo..

## Successo commerciale
Nell'aprile 2017 il Partito Laburista Israeliano ha annunciato uno spostamento di data per le sue primarie di luglio per evitare una sovrapposizione con il concerto della Spears a Tel Aviv, per cui era prevista un'affluenza di più di 50 000 spettatori.
In origine era previsto un solo concerto a Bangkok il 23 giugno, ma vista la grande richiesta di biglietti l'organizzazione ha deciso di aggiungere per la sera successiva un altro concerto. Secondo Sony Music Japan il primo concerto che si è tenuto allo Yoyogi National Gymnasium ha registrato il tutto esaurito, con più di 12 000 spettatori.
Vista la grande richiesta anche per la tappa di Londra del 24 agosto 2018 gli organizzatori ne hanno aggiunte altre due nei giorni a seguire. Sempre per l'alta richiesta, Britney ha aggiunto due tappe anche a Parigi.
La tappa di Brighton ha infranto il record di presenze per un concerto svolto all'interno di quel festival, con circa 57 000 spettatori.

## Scaletta
Questa è la scaletta della data di Austin, il 21 ottobre 2018, e non rappresenta quella di tutte le altre date del tour:
Army French Intro
1. Work B**ch
2. Womanizer
3. Break the Ice / Piece of Me

Darkness (interlude)
1. ...Baby One More Time / Oops!...I Did It Again

If I'm Dancing (Interlude)
1. Me Against the Music
2. Gimme More
3. Clumsy / Change Your Mind (No Seas Cortes)

Scream & Shout (interlude)
1. Boys (remix)
2. Do You Wanna Come Over?
3. Missy Elliott Mix:Work It / Get Ur Freak On / WTF (Where They From)

Get Naked (interlude)
1. I'm a Slave 4 U (Contiene elementi di Walk It Like I Talk It di Migos)
2. Make Me...
3. Freakshow
4. Do Somethin'

Magic Tricks (interlude)
1. Circus
2. If U Seek Amy
3. Breathe On Me

Jungle Fever (interlude)
1. Toxic
2. Stronger / (You Drive Me) Crazy
3. Till the World Ends

### Variazioni
- Dal 2018 vennero aggiunti alla scaletta i brani Change Your Mind e Clumsy, insieme anche all'interludio If I'm Dancing e il campionamento di Walk It Like I Talk It.
- Nelle date di New York (23 e 24 luglio 2018) venne utilizzata nuovamente la prima versione della scaletta, ossia quella del 2017.
- Fino alla data di Berlino del 6 agosto 2018, i brani Slumber Party e Touch of My Hand erano presenti nella scaletta, ma poi vennero eliminati dalla data successiva, ossia quella di Skanderborg dell'8 agosto.

## Date del tour
| N.D. |
| ---- |

| N.D. |
| ---- |

## Festival
| Data              | Città       | Stato       | Luogo                | Artisti d'apertura | Festival                 |
| Europa            | Europa      | Europa      | Europa               | Europa             | Europa                   |
| ----------------- | ----------- | ----------- | -------------------- | ------------------ | ------------------------ |
| 4 agosto 2018     | Brighton    | Regno Unito | Preston Park         | Pitbull            | Brighton Pride           |
| 8 agosto 2018     | Skanderborg | Danimarca   | Skanderborg Dyrehave | MØ                 | Smukfest                 |
| 1º settembre 2018 | Blackpool   | Regno Unito | Blackpool Tower      | Pitbull            | Blackpool Tower Festival |